# Santiago Nazarian

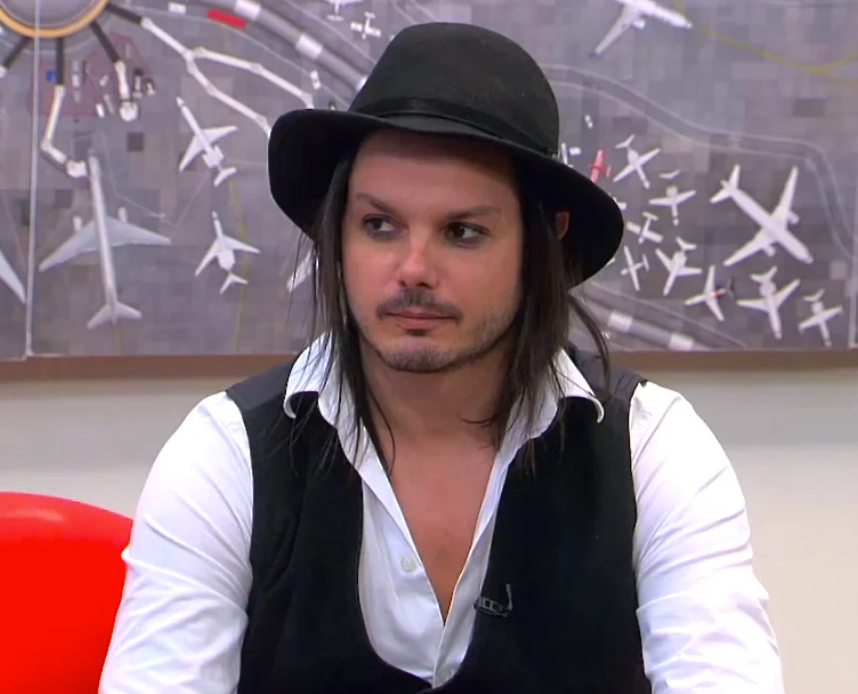
Santiago Nazarian, 2014

Santiago Nazarian (* 12. Mai 1977 São Paulo in Brasilien) ist ein brasilianischer Schriftsteller.

## Leben
Nazarian ist der Sohn des Bildhauers Guilherme de Faria und der Schriftstellerin Elisa Nazarian. Er übte die unterschiedlichsten Tätigkeiten wie Verkäufer in einem Buchladen, Redakteur in einer Werbeagentur oder Englischlehrer aus, bevor er sich Übersetzungen und der Schriftstellerei widmete.
Nazarian nahm 2003 an einem Literaturwettbewerb der Literaturstiftung Conrado Wessel teil und gewann den ersten Preis für sein Werk Olivio. Der Preis beinhaltete auch die Erstveröffentlichung des Bandes. Die Figur Thomas Schimidt tritt mehrfach in seinen Werken auf. Außenstehende sehen in dieser Figur das Alter Ego des Autors, der seine eigenen Erfahrungen als diejenigen seiner Kunstfigur schildert. Er gilt als wichtiger brasilianischer Vertreter der literatury gaya.
2011 verbrachte Nazarian einige Zeit in Finnland, um dort zu arbeiten, und wurde im November des Jahres in Frankfurt am Main vorgestellt.

## Werke
- 2014: Biofobia. Editora Record, Rio de Janeiro.
- 2011: Pornofantasma (Pornogeist), Record, Rio de Janeiro.
- 2009: O Prédio, o Tédio e o Menino Cego (Das Gebäude, die Langeweile und das blinde Kind), Record, Rio de Janeiro, ISBN 978-85-01086501.
- 2006: Mastigando Humanos (An Menschen kauend), Nova Fronteira, São Paulo.
- 2005: Feriado de Mim Mesmo (Ferien von mir selbst), Planeta, São Paulo.
- 2004: A Morte Sem Nome, Planeta, São Paulo.
- 2003: Olívio, Talento, São Paulo.
- 2003: zusammen mit João Paulo Cuenca und Chico Mattoso: Parati Para Mim, Planeta.